# Afrikas Anka
Afrikas Anka är kapitel 6 i seriesviten Farbror Joakims liv (The Life and Times of $crooge McDuck), författad och tecknad av Don Rosa. Utspelar sig mellan 1887 och 1889.

## Handling
Joakim letar guld i Transvaal i Afrika. Han träffar Guld-Ivar Flinthjärta för första gången, även om denne inte presenteras med namn.